# Легат Кароља Вертешија
Легат Кароља Вертешија је посебна библиотека целина коју је Градска библиотека Карло Бијелицки у Сомбор преузела 1922. године.

## Живот и каријера дародавца
Карољ Вертеши (Vértesi Károly) је био сомборски адвокат, путописац, говорник и публициста, рођен у Сомбору 22. октобра 1843. године. Породица је презиме Виртер немачког порекла променила, односно помађарила у Вертеши 1885. године. У Сомбору је завршио основну школу и два разреда Ниже реалке, четири нижа разреда гимназије похађао је у Баји, а матурирао је у Печују 1863. године. На трогодишњим студијама теологије у Калочи учио је латински, италијански и француски језик. Дипломирао је на Правном факултету у Будимпешти 1872. године. 
Од 1871. до 1881. године био је секретар Сомборске штедионице. У време док је Вертеши био секретар Штедионица је 1877. године финансирала изградњу зграде у којој се данас налазе Позајмно и Научно одељење.
Активно је учествовао у друштвеном и политичком животу Сомбора. Био је и члан Историјског друштва Бачко-бодрошке жупаније. Године 1905. основао је Књижевно удружење Бачко-бодрошке жупаније.
Његови први чланци објављени су у листу Бачка 1871. године, након чега започиње његова списатељска каријера. Своја путовања започиње 1873. године, и пропутовао је све земље Европе, обишао је Блиски исток и Северну Америку. Детаљно је описао свако своје путовање и у периоду од преко тридесет година објавио је шеснаест томова, од којих су дванаест путописи, а преостала четири садрже његове свечане говоре и здравице. 
Умро је у Будимпешти 22. фебруара 1917. године.

## О легату
Вертешијеву оставштину Библиотека је преузела 1922. године, али он је поклањао књиге Библиотеци још пре 1882. године. Како преузете књиге, остале штампане публикације и намештај нису пописани, не постоји тачан податак о овом вреднoм завештању. Библиотечка грађа пописана је седамдесетих година XX века.
У легату се према инвентарној књизи налази 766 јединица грађе:
- 485 свесака разних часописа и новина, махом штампаних на мађарском и немачком језику;
- 281 јединица остале грађе: монографских публикација, рукописа, албума и фотографија.

У великом броју часописа Вертеши је објављивао своје путописе и чланке.
Формирани су лисни алфабетски (абецедни) каталог монографских публикација и лисни алфабетски (абецедни) каталог серијских публикација. Свака јединица је обележена печатом са именом дародавца (легатора) исписаним на мађарском језику.
Легат је издвојен од осталог фонда и чува се на посебном месту на Научном одељењу.
Свака јединица има печат са именом дародавца.

## Галерија
- Легат Кароља Вертешија
- Печат са именом дародавца
- Легат Кароља Вертешија